# X-Art
X-Art — американская порнографическая киностудия, занимающаяся производством фильмов в жанрах эротики и софткор-порнографии.

## История
Студия была основана в 2009 году Колетт Пелиссье (фр. Colette Pelissier), которая до этого работала в сфере продажи недвижимости, и фотографом Бригамом Филдом (англ. Brigham Field). Пара поженилась в 2011 году. В 2015 году супруги Филд открывают свой второй сайт — Colette.com, отличающийся от X-Art более хардкорной эротикой. Управлением и поддержкой X-Art и Colette.com занимается компания Malibu Media LLC, которая была основана супругами в 2012 году. X-Art снимает фильмы со сценами женской мастурбации, традиционного, межрасового, лесбийского и группового секса. Дистрибуцией фильмов студии занимается Adult Source Media.
В июне 2017 года студия впервые начинает выпускать свой контент для видео по запросу (VOD).
В январе 2015 года студия удостаивается своей первой награды — XBIZ Award в категории «Порносайт года — эротический». Через три года студия выигрывает вторую награду XBIZ в категории «Эротический сайт года».

## Награды и номинации
| Год  | Награда    | Результат | Категория                                       |
| ---- | ---------- | --------- | ----------------------------------------------- |
| 2012 | AVN Award  | Номинация | Лучший веб-сайт с членской подпиской            |
| 2013 | AVN Award  | Номинация | Лучший веб-сайт с членской подпиской            |
| 2013 | AVN Award  | Номинация | Лучший фотосайт                                 |
| 2013 | RISE Award | Победа    | Качество порно, достойное «Оскара»              |
| 2014 | AVN Award  | Номинация | Лучший гламурный веб-сайт                       |
| 2014 | RISE Award | Номинация | Качество порно, достойное «Оскара»              |
| 2014 | RISE Award | Номинация | Сайт года                                       |
| 2015 | AVN Award  | Номинация | Лучший гламурный веб-сайт                       |
| 2015 | RISE Award | Номинация | Качество порно, достойное «Оскара»              |
| 2015 | XBIZ Award | Победа    | Порносайт года — эротический                    |
| 2016 | AVN Award  | Номинация | Лучший веб-сайт с членской подпиской            |
| 2016 | RISE Award | Номинация | Лучшее производство                             |
| 2016 | XBIZ Award | Номинация | Порносайт года — эротический                    |
| 2017 | AVN Award  | Номинация | Лучший веб-сайт с членской подпиской            |
| 2017 | AVN Award  | Номинация | Лучший новый бренд (вместе с Colette)           |
| 2017 | XBIZ Award | Номинация | Лучшая новая студия/направление                 |
| 2017 | XBIZ Award | Номинация | Порносайт года — эротический                    |
| 2017 | XRCO Award | Номинация | Наиболее высококачественный (High-End) веб-сайт |
| 2018 | XBIZ Award | Победа    | Эротический сайт года                           |
| 2018 | XRCO Award | Номинация | Наиболее высококачественный (High-End) веб-сайт |
| 2019 | XBIZ Award | Номинация | Эротический сайт года                           |
| 2020 | XBIZ Award | Номинация | Эротический сайт года                           |